# 门廊

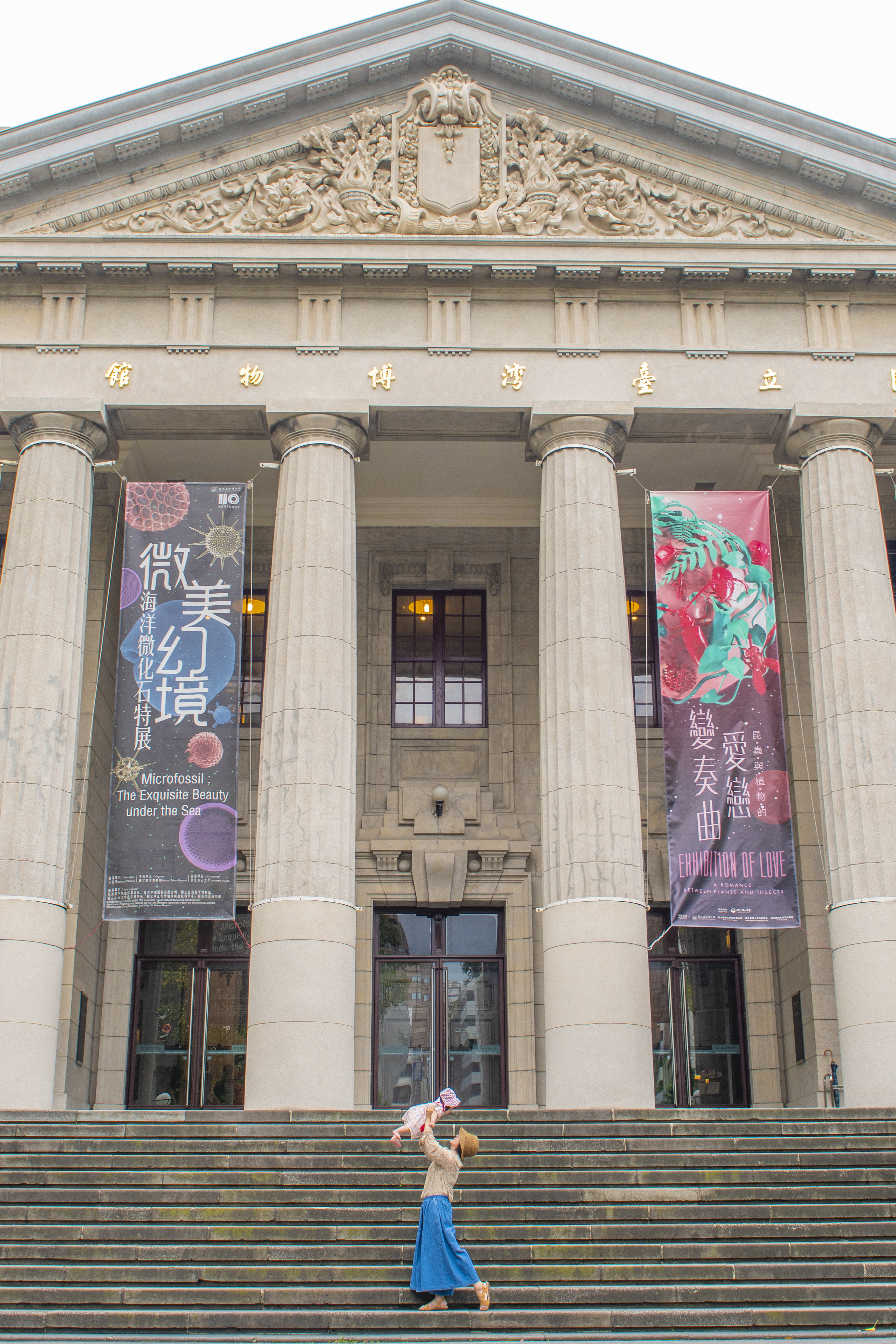
國立臺灣博物館本館建築門（柱）廊

门廊（拉丁語：Porticus）指建筑物门前突出的，有顶盖、有廊台的通道。
门廊常被用于古希腊的建筑中，后来被古罗马人借用过去。在古代建筑中，它是用来供人歇脚、散步、躲雨和躲避夏日酷暑的地方。这种建筑结构在中世纪和文艺复兴时期得到了继承，在近代被广泛用于古典主义建筑，也就是18世纪-19世纪期间。